# Чен Цюші
Чен Цюші (спрощ.: 陈秋实; кит. трад.: 陳秋實; ютпхін: Chén Qiūshí), також знаний як Стівен Чен (англ. Steven Chen, 19 вересня 1985) — китайський юрист, громадський активіст та журналіст, який висвітлював протести в Гонконзі 2019–2020 років і пандемію COVID-19, що включало критику урядових заходів. Пропав безвісти 6 лютого 2020 року після повідомлення про спалах COVID-19 в Ухані. Повідомлялося, що китайський уряд повідомив родину та друзів Ченя, що його затримали з метою карантину через COVID-19. Критики, зокрема групи зі свободи слова в засобах масової інформації, висловлювали скептицизм щодо мотивів уряду, та безуспішно закликали уряд дозволити зовнішні контакти для Чена.
Чен знову з'явився у вересні 2021 року, але не надав жодних пояснень щодо обставин свого зникнення.

## Ранні роки, освіта та кар'єра в ЗМІ
Чень Цюші народився 19 вересня 1985 року в префектурі Дасінаньлін в Хейлунцзяні. Він вивчав право в Хейлунцзянському університеті, який закінчив у 2007 році. Після закінчення університету він переїхав до Пекіна, працював у кіно, телебаченні та засобах масової інформації, і виступав у барах у вільний час. У 2014 році він посів друге місце в пекінському телевізійному реаліті-шоу «Я спікер», де учасники виголошують п'ятихвилинні промови перед аудиторією та суддівською колегією. У 2015 році він став співробітником юридичної фірми «Longan», де спеціалізувався на інтелектуальній власності, трудовому праві та вирішенні спорів.

## Журналістика

### Гонконзькі протести
Почувши про протести в Гонконзі у 2019 році в державних газетах, Чень вирушив туди як приватний громадянин, щоб побачити їх на власні очі. Він опублікував онлайн-відео про протести в Гонконзі проти законопроекту про екстрадицію 2019 року, де він заперечував те, що уряд називав протестувальників жорстокими бунтівниками. Західні медіа-оглядачі описали його відео як абсолютно нейтральні. Він також відвідував мітинги як на підтримку Пекіна, так і на підтримку Гонконгу, відмовляючись при цьому явно стати на якийсь бік.
Через кілька днів після оприлюднення відео в серпні 2019 року з ним зв'язалися представники китайської влади, зокрема міністерства громадської безпеки, міністерства юстиції, його юридична асоціація та роботодавець, і він повернувся додому раніше. Його обліковий запис Sina Weibo з 740 тисячами підписників був видалений разом з іншими його соціальними мережами. Чень розповів, що його допитували, записували, «критикували та пояснювали», чому їхати до Гонконгу було неправильно. На початку жовтня він почав публікувати дописи на YouTube, заблоковані для багатьох у материковому Китаї, заявивши, що оскільки свобода слова є правом у китайській конституції, він повинен продовжувати.

### COVID-19
Після того, як його заблокували в китайських соцмережах через його звіти про протести в Гонконзі 2019–2020 років, Чен перейшов на YouTube і Twitter, щоб продовжити свої звіти. Чен розпочав репортажі про епідемію COVID-19 у Китаї, вирушивши до Уханя 23 або 24 січня 2020 року, де він опитав місцевих жителів і відвідав різні лікарні, включно з лікарнею Хуошеншань, яка ще будувалася. За словами Чена, лікарі були перевтомлені, а медикаментів було недостатньо, але ціни на товари були стабільними. 30 січня Чен опублікував відео, на якому показано скупчення людей у лікарнях Уханя, коли багато людей лежать у коридорах. На відміну від репортерів державних засобів масової інформації, які були одягнені в захисні костюми, Чен мав лише окуляри та маску для захисту. Чен заявив:
Я боюся. Переді мною хвороба. За мною стоїть юридична та адміністративна влада Китаю. Але поки я живий, я буду говорити про те, що я бачив і що я чув. Я не боюся смерті. Чому я маю вас боятися, Комуністична партія?.
Оригінальний текст (англ.)
I am afraid. In front of me is disease. Behind me is China's legal and administrative power. But as long as I am alive I will speak about what I have seen and what I have heard. I am not afraid of dying. Why should I be afraid of you, Communist Party?
На початку лютого 2020 року, коли Чен повідомляв про спалах коронавірусу, у нього було 433 тисячі підписників на YouTube і 246 тисяч підписників у Twitter. Прихильники Чена звинуватили китайський уряд у цензурі спалаху коронавірусу. Як писала газета «The Guardian», багато коментарів на підтримку Чена на Sina Weibo цензурувалися. Приблизно 4 лютого в останньому відео, опублікованому Ченом перед його подальшим зникненням, Чен брав інтерв’ю у жителя Уханя на ім'я А Мін. А Мін заявив, що його батько, ймовірно, заразився коронавірусом під час медогляду на початку січня, коли не було жодних заходів безпеки; батько Міна згодом помер від коронавірусу. Під час відео Чен заявив, що «багато людей хвилюються, що мене затримають».
Журналістка Лінда Лю, яка писала в «South China Morning Post», пізніше визнала, що Чен був одним із найвідоміших громадських журналістів, які висвітлювали спалах коронавірусу. Вона також заявила, що репортажі Чена контрастують із «Caixin» і «Sanlian Lifeweek», у яких є «межі, які вони не можуть перетинати», і що репортажі Чена ще сильніше контрастують з «офіційною лінією» контрольованих державою засобів масової інформації.

#### Зникнення в 2020—2021 роках
Чен зник 6 лютого 2020 року, в якийсь момент після того, як повідомив родині про намір розповісти про тимчасову лікарню. Його друзі не змогли зв'язатися з ним після 19:00 місцевого часу 6 лютого. Його мати та друг Сюй Сяодун заявили, що 7 лютого вони отримали повідомлення від влади про те, що Чен був затриманий у невідомий час і в невідомому місці, та утримувався в невідомому місці з метою карантину.
Приблизно 14 лютого 2020 року Патрік Пун з Amnesty International заявив, що досі невідомо, чи Чена (та ще одного громадянського журналіста, Фан Біна) заарештували чи помістили на «примусовий карантин». Пун закликав Китай повідомити їхні родини та надати доступ до адвоката, заявивши: «Інакше це законне занепокоєння, що вони знаходяться під загрозою тортур або іншого жорстокого поводження». Представник Human Rights Watch заявив, що уряд Китаю «має тривалу історію переслідувань і затримання громадян за те, що вони говорили правду або критикували владу під час надзвичайних ситуацій, наприклад, під час спалаху SARS у 2003 році, землетрусу в Веньчуані у 2008 році, зіткненні поїздів у Веньчжоу в 2011 році та хімічного вибуху в Тяньцзіні у 2015 році. Приблизно в березні 2020 року було повідомлено, що Лі Цзехуа, громадський журналіст, який частково під впливом Чена прибув до Уханя, також зник; Лі був знайдений у квітні 2020 року. «One Free Press Coalition» включила Чена до своїх списків десяти «найневідкладніших» справ за березень 2020 та квітень 2020. Комітет із захисту журналістів також закликав звільнити Чена.
23 березня посол Китаю в США Цуй Тянькай заявив, що ніколи не чув про Чена. На початку квітня республіканські законодавці в США закликали провести розслідування поведінки китайського уряду, включаючи зникнення Фан Біня, Чень Цюші та Лі Цзехуа, заявивши, що «(китайська влада) брехала світові про людей. Передача вірусу від людини змусила замовкнути лікарів і журналістів, які намагалися повідомити правду, і тепер, очевидно, приховують точну кількість людей, уражених цією хворобою».
У вересні 2020 року Сюй Сяодун повідомив про те, що його друг Чен «здоровий», але перебуває під «наглядом певного агентства». Адвокат із прав людини заявив, що Чена перевезли до Циндао, де живуть його батьки, і він перебуває під «суворим наглядом влади».
Станом на 31 березня 2021 року він, як повідомлялося, проживав з батьками, але було незрозуміло, чи буде він притягнутий до відповідальності.
30 вересня 2021 року Чен знову з'явився з короткою появою в прямому ефірі свого друга Сюй Сяодуна на YouTube, а також опублікував листа в Twitter. У листі Чен написав: «За останній рік і вісім місяців я пережив багато речей. Про деякі з них можна говорити, про деякі — ні, я думаю, ви розумієте».